# نومه‌نور
نومه‌نور (انگلیسی: Númenor) مکانی تخیلی در نوشتارهای جی. آر. آر. تالکین است. این مکان جزیره‌ای بزرگ در غرب سرزمین میانه را در بر می‌گرفت و بزرگ‌ترین تمدن انسان‌ها بود. اما پس از قرن‌ها شکوفایی، بسیاری از ساکنان از پرستش خدای یگانه، ارو ایلوواتار، دست کشیدند و علیه والارها شورش کردند که در نتیجه این جزیره نابود شد و اکثر مردم آن کشته شدند. افراد با ایمان به رهبری الندیل قبل از وقوع فاجعه به سرزمین میانه آمدند. پسران الندیل، ایسیلدور و آناریون، در تبعید دو قلمرو تأسیس کردند: آرنور در شمال و گاندور در جنوب. این دو پادشاهی تلاش کردند فرهنگ نومه‌نور را حفظ کنند. گاندور شکوفا شد و «برای مدتی شکوه و عظمت آن افزایش یافت که تا حدی قدرت نومه‌نور را به یاد می‌آورد.»
تالکین قصد داشت که با نومه‌نور به آتلانتیس افسانه‌ای اشاره کند. مفسران گفته‌اند که نابودی نومه‌نور، داستان‌های کتاب مقدس هبوط و نابودی سدوم و عموره و بهشت گمشدهٔ جان میلتون را بازتاب می‌دهد.

## آندونیه
بندرگاهی در آندوستار و مهم‌ترین شهر نومنور است. چون در بیشتر مواقع کشتی‌های تول ارسئا در آنجا پهلو می‌گیرند. نام آندونیه در کوئنیا به معنی «شفق» است. والاندیل نخستین کسی بود که نام فرمانروای آندونیه را دریافت کرد در نتیجه جانشینان او عنوان رهبران «وفادار» را به خود گرفتند. آن‌ها نقش مهمی در سیاست‌های نومنور بازی می‌کنند.
وقتی تاریکی بر نومنور سایه انداخت، آرمنلو بزرگتر و مهم‌تر از آندونیه شد و در اواخر دوران سلطه باقی ماندهٔ گروه وفادارن از جمله فرزندان فرمانرواهای پیشین به آن‌ها برچسب مخالفت با شاه زده شد و به رومنا و دیگر نواحی شرقی تبعید شدند.